# Carlos Rennó
Carlos Rennó (São José dos Campos, 1956) é um compositor, letrista, jornalista e escritor brasileiro. Seus principais parceiros foram os músicos Arrigo Barnabé e Tetê Espíndola na época da Vanguarda Paulista. Foi o letrista da canção "Escrito nas Estrelas", vencedora do Festival dos Festivais de 1985 na voz de Espíndola. É pai da cantora Iara Rennó.

## Livros
- Cole Porter – Canções, Versões (1991)[3]
- Gilberto Gil – Todas as Letras (1996)